# Osteocephalus verruciger
Osteocephalus verruciger là một loài ếch thuộc họ Nhái bén.
Loài này có ở Colombia và Ecuador.
Môi trường sống tự nhiên của chúng là rừng ẩm vùng đất thấp nhiệt đới hoặc cận nhiệt đới, vùng núi ẩm nhiệt đới hoặc cận nhiệt đới, sông ngòi, đầm nước ngọt có nước theo mùa, vườn nông thôn, và rừng trước đây suy thoái nghiêm trọng.